# Археологический парк Пафоса
Археологический парк Па́фоса — археологический музей под открытым небом в городе Пафосе, близ гавани Като-Пафоса. Основные объекты археологического парка — раскопки античного города Неа-Пафоса. Известен большим комплексом хорошо сохранившихся мозаик римского времени, открытых в 1960-х годах. В южной части парка находятся развалины средневековой крепости Саранта-Колонес. На территории парка находится также развалины других сооружений II века н. э. — агоры, одеона и храм Асклепия. Раскопки на территории археологического парка начаты в 1960-х годах и продолжаются по сей день. Старая часть Пафоса, важной составляющей которой является археологический парк, входит в список Всемирного наследия ЮНЕСКО.

## Дома мозаик

### Дом Диониса

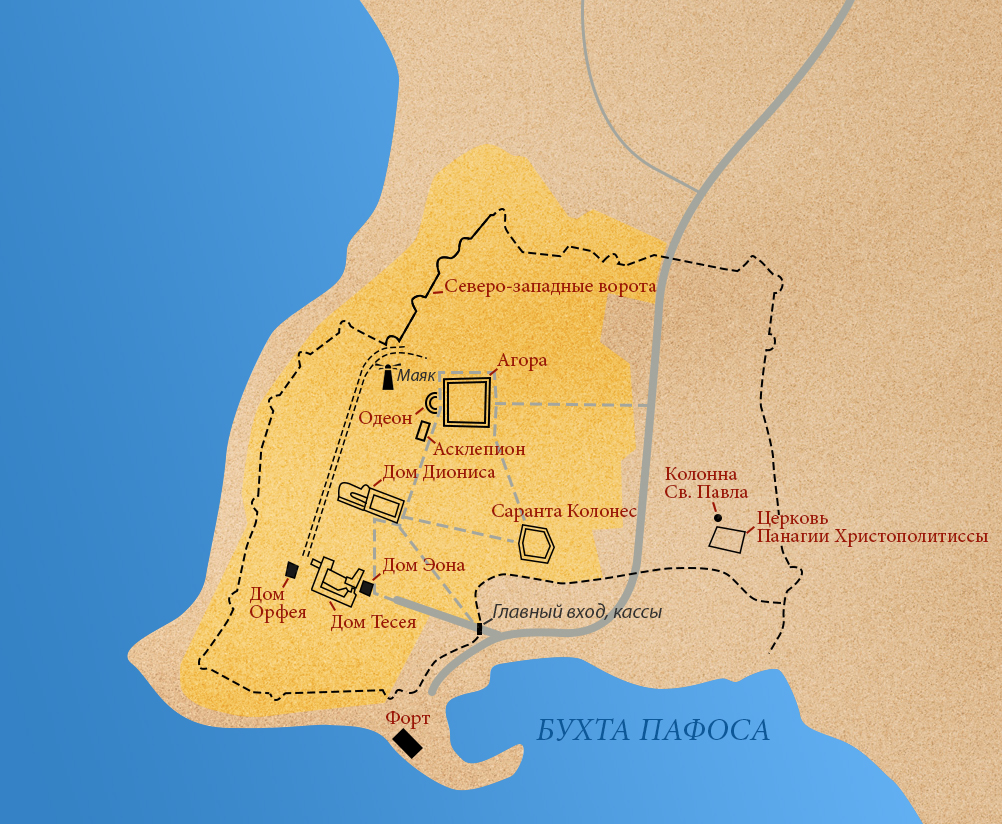
Схема расположения исторических объектов Като-Пафоса, жёлтым выделена основная территория археологического парка

Наиболее известные мозаики археологического парка Пафоса находятся в так называемом доме Диониса — развалинах жилища богатого горожанина Пафоса, относящихся к римскому времени. Именно с этого объекта, когда в 1962 году во время строительных работ были случайно найдены мозаики, начались археологические раскопки на территории нынешнего археологического парка. Первоначально было сделано предположение, что дом принадлежал римскому проконсулу, резиденция которого располагалась в Пафосе. Однако обнаружение руин дворца проконсула и ещё нескольких домов с богатым мозаичным убранством позволило сделать вывод, что подобные украшения были обычны для жилищ богатых горожан Пафоса. Дом Диониса датируется II веком н. э. и построен на фундаменте постройки I века н. э.. Усадьба площадью 2 тыс. м² занимала целый городской квартал; в доме насчитывалось 40 комнат и 15 мозаичных полов (556 м² мозаик). Кроме мозаик, в доме было найдено множество предметов быта, ныне экспонируемых в Археологическом музее Пафоса. Дом Диониса был разрушен во время крупных землетрясений 332 и 342 годов, от которых сильно пострадал весь город.
В центре жилища размещался окружённый колонным портиком атриум, остальные комнаты — спальни, кухни, мастерские, ванные — располагались вокруг него. От колонн и перекрытий портика остались лишь разрозненные архитектурные фрагменты, найденные при раскопках. В потолке атриума имелось отверстие для стока дождевой воды (комплювий), а под ним, в середине двора, был размещён небольшой прямоугольный бассейн для сбора воды (имплювий). В доме имелась канализационная система. Комнаты, помимо мозаик, были украшены и настенными фресками.
Кроме атриума, в доме было ещё два открытых дворика и бассейн для разведения рыб.
Самые древние мозаики дома Диониса имели простой геометрический рисунок и набирались из гальки белого, чёрного и коричневого цветов. Для создания более поздних мозаик применялись несимметрично обрезанные камни; эти мозаики были цветными или чёрно-белыми. Предполагается, что большая часть работы по созданию мозаик выполнялась подмастерьями; на предварительно выровненную поверхность последовательно наносились слои из небольших камней и известкового раствора, затем из разбитых камней и осколков сосудов, сверху же добавлялся ещё один слой извести. По сырой извести мастером выкладывалась мозаика. Для её изготовления использовались местные камни, стекло разных цветов (для получения ярко-оранжевого, синего, зелёного и других оттенков), а также ввозимый на Кипр мрамор. Для упрощения нанесения мозаики предварительно изготавливались модули квадратной формы; вероятно, хозяин дома мог заранее выбрать понравившиеся ему рисунки.
Древнейшие мозаики дома Диониса расположены близ входа в жилище. Одна из них изображает мифологическую чудовище Скиллу. Рядом — небольшое обрамлённое простым геометрическим узором изображение двух дельфинов. Эта мозаика считается одной из самых древних на Кипре и датируется концом IV— началом III века до н. э. Она набрана из коричневой, чёрной и белой гальки. Напротив — мозаика уже римского времени, на которой представлен Нарцисс, сын речного бога Кефисса, любующийся свои отражением в озере. Рядом находится мозаика с изображениями четырёх времён года, размещённых по углам мозаики, и картиной в центре, олицетворяющей время.
Пол атриума украшен мозаиками со сценами охоты. Такие сюжеты пришли на Кипр, как и в другие части Римской империи, из северного Египта; этим можно объяснить наличие изображений животных, никогда не встречавшихся на острове. Мозаичные клейма атриума обрамлены орнаментальными поясами. Центральное изображение западной части атриума содержит четыре выразительных сцены: Дионис и Икарий, Пирам и Фисба, Аполлон и Дафна, Посейдон и Амимона. Крупнейшим является панно с изображением Диониса. В центре мозаики — фигура Икария, давшего приют прибывшему в Афины Дионису. Дионис в благодарность обучил Икария искусству виноделия, но предупредил его быть осторожным с вином. Икарий, странствуя по Аттике, угостил вином двух пастухов; те, опьянев, приняли Икария за отравителя и убили его. Икарий изображён на мозаике полным, бородатым старцем. Слева от фигуры Икария показаны пьющие вино Дионис и нимфа Акме. Справа от Икария — фигуры опьяневших от выпитого вина пастухов. Над всеми фигурами находятся пояснительные подписи. Так, выше фигур пастухов нанесена надпись «Первые выпившие вино». Вся картина выдержана в спокойных тонах. Остальные сюжеты центральной вымостки трактованы в более драматичных тонах. Один из них посвящён морскому богу Посейдону и дочери аргосского царя Аммоне. Согласно мифу, во время страшной засухи в Арголиде царь Данай отправил своих дочерей на поиски воды. Аммоне во время её поисков повстречался Посейдон, открывшей девушке источник в Лерне, к югу от Аргоса. В центре мозаики Посейдон с трезубцем направляется к Аммоне; рядом Амур держит в руках прямоугольный зонтик и факел. Нанесено также изображение сосуда, символизирующего воду. На следующей мозаике показана история вавилонян Пирама и Фисбы, переданная Овидием в «Метаморфозах». Влюблённые друга в друга молодые Пирам и Фисба условились встретиться вечером близ родника. Пришедшая первой к роднику Фисба испугалась приблизившейся к роднику львицы с окровавленной пастью и спряталась в пещере; на месте встречи она обронила свой шарф. Пирам, увидев львицу, терзающую шарф Фисбы, решил, что его любимая погибла, и в отчаянии заколол себя ножом. Вернувшись, Фисба увидела мёртвого Пирама и отправилась за своим возлюбленным, убив себя тем же ножом. На мозаике переданы разновременные сцены. Справа лежит ещё ничего не знающий о случившемся Пирам в традиционной позе речного бога с сосудом, из которого вытекает вода. Слева — убегающая от львицы Фисба; фигура её полна движением, художнику удалось передать страх девушки. В центр композиции помещена львица, терзающая шарф Фисбы. Мозаика отличается разнообразием цветов: светлой окраске фигуры Фисбы противопоставлено выдержанное в более тёмных тонах изображение Пирама; коричневый и синий цвета одежд дополняют друг друга; яркими красным цветом выделена обувь девушки и рог изобилия в правой руке Пирама. На четвёртой мозаике центрального панно — история Аполлона и Дафны. Дочь речного Пенея Дафна, поклявшись остаться целомудренной, убегает от влюбившегося в неё Аполлона. Она просит помощи у отца, и ноги её подобно корням врастают в землю, руки и волосы превращаются в листья, тело становится стволом — Дафна становится лавровым деревом. Сцена превращения Дафны и отображена на мозаике. Справа от Дафны — застывший с луком и изумлённо наблюдающий за превращением Аполлон. Слева от Дафны изображён её отец, речной бог Пеней.
|                                   |  |                   |  |                                 |  |                 |
| Дионис и Икарий (правый фрагмент) |  | Посейдон и Аммона |  | Пирам и Фисба (правый фрагмент) |  | Аполлон и Дафна |

Через богато украшенный западный портик атриума гости попадали в таблинум — парадное помещение дома, служившее столовой. Пол этой комнаты — одной из самых больших в доме — украшен богатым мозаичным ковром. С трёх сторон центральную часть мозаики окаймляет широкая мозаичная лента с орнаментальным узором в виде виноградных стеблей (с четвёртой, западной стороны рисунок ленты не сохранился). В центре — плохо сохранившаяся сцена сбора винограда; по уцелевшим фрагментам можно судить о высоком мастерстве художника, живо передавшего фигуры сборщиков винограда, клюющих ягоды птиц, животных; выделяется фигура амура, держащего за хвост большого павлина. У восточной стены помещения, при входе в таблинум, находится мозаика с изображением триумфального шествия Диониса. В центре — сам бог вина на запряжённой двумя пантерами колеснице; его сопровождают играющие на различных музыкальных инструментах сатиры и вакханки и козлоногий бог Пан. Рядом с картиной триумфа Диониса в отдельных клеймах помещены изображения Диоскуров.

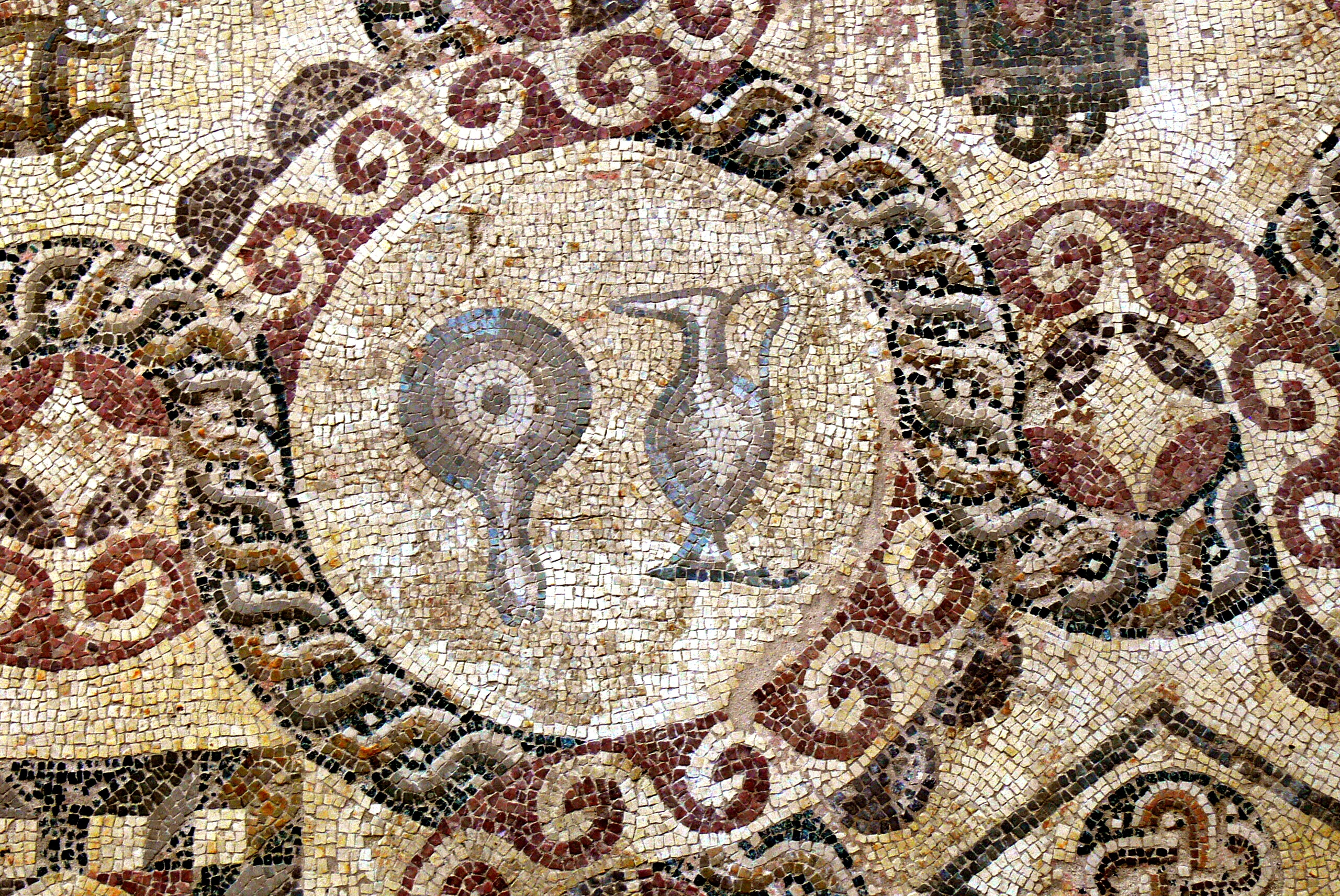
Дом Диониса. Фрагмент мозаики

Мозаика, расположенная в одном из коридоров, иллюстрирует миф о Федре и Ипполите. Федра, супруга афинского царя Тесея, влюбилась в сына своего мужа от первого брака, Ипполита. В отсутствие мужа она отправила ему любовное послание, но Ипполит отверг её любовь, и тогда Федра оклеветала его перед Тесеем, сообщив, что Ипполит отправил ей любовное письмо. Разгневанный Тесей призвал бога Посейдона, и тот послал большую волну на берег, где проезжал Ипполит. Его кони, испугавшись волны, понесли, и юноша разбился о скалы. Федра, узнав о случившемся, покончила жизнь самоубийством. На мозаике изображён Ипполит с посланием Федры. Справа от сидит задумчивая Федра, над ней — символизирующий её чувства амур с горящим факелом.
На мозаике в одной из комнат к северу от атриума показан момент похищения Ганимеда Зевсом, превратившимся в орла. Мастером искусно передан полёт большой птицы, простёршей крылья над хрупкой фигурой юноши. Изображение обрамлено сложным орнаментом из восьмигранников и меандров. К западу от атриума располагались кухни и подсобные помещения, имевшие в основном земляные полы. В одной из комнат, однако, можно увидеть чёрно-белую мозаику с простым геометрическим орнаментом. Модули, из которых она сложена, в два раза больше по сравнению с другими мозаиками. Во время сооружения навеса над раскопками здесь была найдена амфора, в которой археологи обнаружили 2500 золотых монет, относящихся ко времени Птолемеев. Монеты отчеканены в Пафосе, имевшем собственный монетный двор, и датируются 204—88 годами до н. э. В соседней комнате — мозаика со сложным геометрическим узором, более характерным для Франции, нежели для Восточного Средиземноморья. Восточнее атриума находились спальни владельцев, их личные комнаты и ванные; полы в этой части здания преимущественно из известкового цемента, уложенного на мелкую гальку. В центре расположен небольшой дворик с бассейном для разведения рыбы.

### Дом Тесея
К западу от дома Диониса находятся руины большого здания, открытого экспедицией польских археологов 1966 году. Предполагается, что это здание с богатым убранством могло являться виллой римского проконсула на Кипре. Дом, постройка которого датируется концом III века н. э., был разрушен землетрясениями в IV веке н. э., затем вновь отстроен, а окончательно разрушен в VII веке н. э. во время арабских набегов. Дом является одним из крупнейших на Кипре сооружений римского периода. В центре здания находится перистильный внутренний двор, окружённый помещениями административного, хозяйственного, обрядового, жилого назначения; дом включал в себя свыше 100 комнат. В юго-восточном крыле здания найдены руины терм.
|                  |  |                                                  |  |                                                                                    |  |                                      |
| Руины доме Тесея |  | Мозаичное изображение поединка Тесея и Минотавра |  | Мозаичное изображение поединка Тесея и Минотавра, аллегорическое изображение Крита |  | Мозаичное изображение купания Ахилла |

Напольные мозаики дома относятся к III—V векам н. э. Наиболее известная из мозаик, датированная III веком н. э., изображает поединок Тесея и Минотавра. Сцена поединка помещена в круг, узор которого является схематичным представлением лабиринта. В центральном медальоне — фигура Тесея, позади её — фигура Лабиринта в образе старца. В левой верхней части мозаики размещено изображение Ариадны, в правой верхней части — олицетворение острова Крит в женском образе. В правой нижней части мозаики — поверженный Минотавр. Мозаика, вероятно, была восстановлена после землетрясения IV века н. э.; техника кладки восстановленных фрагментов (например, головы Тесея) напоминает византийскую. Самое большое помещение дома предположительно служило залом для аудиенций. Пол этой комнаты был выложен мраморной плиткой, в северной части помещения находились напольные мозаики, из которых хорошо сохранилась лишь одна, со сценой первого омовения Ахилла. Композиция напоминает изображения первого омовения Христа в византийских храмах. В левой части мозаики кормилица держит новорождённого Ахилла, правее — фигуры родителей Ахилла, Пелея и Фетиды. За изображением Пелея представлены три мойры, богини судьбы. Мозаика датируется V веком н. э. Другие мозаики главного зала, почти не сохранившиеся, изображали сцены жизни Ахилла.

### Дом Эона
Напротив дома Тесея находятся развалины здания, названного по расположенной к западу от входа мозаике домом Эона. Раскопки здесь ещё не завершены. Большая часть комнат была украшена напольными мозаиками с простым геометрическим узором. Лишь в центральной комнате дома, служившей столовой и гостиной, была размещена мозаика с мифологическими сюжетами, датированная второй половиной IV века. Стены дома были украшены фресками; отдельные фрески восстановлены и размещены в археологическом музее Пафоса. Восстановлена и одна из стен; предполагается, что в её нише находилась скульптура.
|                     |  |                |  |              |  |                  |
| Кассиопея и нереиды |  | Триумф Диониса |  | Купание Леды |  | Аполлон и Марсий |

Мозаики центрального зала имеют яркий цветовой спектр и набраны из модулей размером 2—5 мм. Имена персонажей картин переданы на размещённых рядом с образами греческих надписях. Картины в средней части мозаичного пола представляют состязание в красоте между Кассиопеей и морскими нимфами нереидами. Одна из двух частей мозаики — морская. В центре помещена фигура бога вечности Эона, олицетворяющего правосудие. Выше нанесены изображения Кассиопеи и трёх красивейших дочерей Нерея — Галатеи, Дориды и Фетиды. Олицетворение Суждения надевает венок на голову победительницы — Кассиопеи. Проигравших нереид морские божества уносят в глубины моря. Выше за состязанием наблюдают Зевс и Афина. На верхней левой картине мозаики представлена встреча спартанской царицы Леды с Зевсом. Согласно мифу, Зевс был поражён красотой Леды и, представ перед ней в образе лебедя, вступил с ней в брак. Затем Леда принесла на свет два яйца: из одного вылупилась Елена Прекрасная, а из другого — близнецы Диоскуры. Картина изображает купание Леды в реке Ерот, олицетворяемой речным богом. Рядом с царицей — олицетворение Лакедемонии и три молодые спартанки. Изображение Зевса в образе лебедя сохранилось плохо. На верхней правой картине показано первое купание Диониса. Новорождённого держит на коленях Гермес, рядом три нимфы готовят младенца к омовению. На картине представлены также олицетворения Теогонии, Трофевса, Нектара и Анотрофэ. Нижняя левая картина представляет триумф Диониса в виде религиозного шествия. Впереди — одна из спутниц бога, менада, и сатир, держащий поднос с фруктами. Далее — плохо сохранившаяся фигура Диониса в запряжённой кентаврами колеснице. Позади Диониса — сидящий на муле Трофевс и девочка с корзиной на голове. Последняя картина, внизу справа, изображает наказания Марсия Аполлоном. Марсий играл на флейте столь совершенно, что осмелился вызвать Аполлона на состязание. Судьями были Музы, и Марсий победил, но затем Аполлон стал играть на кифаре и петь, после чего Марсий проиграл состязание. Тогда Аполлон велел подвесить Марсия на высокой сосне и содрать с него кожу. На картине представлен выносящий приговор Аполлон и два скифа, ведущие Мидаса к дереву, чтобы содрать с него кожу. Слева от Аполлона — олицетворение заблуждения, Планэ; у ног Аполлона — коленопреклонённый Олимп, ученик Марсия, молящий о пощаде для своего учителя.

### Дом Орфея
Ещё одно здание, руины которого находятся ближе к морю, в плане напоминает дом Диониса: небольшой атриум окружён множеством комнат. Жилище, руины которого были найдены ещё в 1940-х годах, было построено в конце II века н. э. Археологические раскопки этого объекта были начаты сравнительно поздно, в 1982 году. В атриуме дома Орфея сохранились фрагменты колонн перистиля. Восточная часть здания, где находились небольшие помещения (предположительно спальни) вследствие хищения строительных материалов оказалась почти полностью разрушена. В лучше сохранившей северной части находились термы и гостиные. Полы большей части комнат были земляными, лишь три комнаты в северной части дома были украшены напольными мозаиками. На самой большой из мозаик, по которой жилище получило своё название, изображён играющий на лире Орфей; его окружают дикие животные, зачарованные музыкой. В верхней части мозаики греческими буквами выложено имя владельца дома, Тита Гая Реститута. На соседней мозаике изображена облачённая во фригийскую шапочку амазонка; в руках она держит двойной топор. Мозаика имеет близкую к прямоугольной форму, изображение окружено волнообразным геометрическим орнаментом. Представленный образ амазонки нехарактерен для мозаик римского периода; амазонки почти всегда изображались верхом на лошади, в сценах охоты или битв с эллинами. В другой комнате находится мозаика со сценой борьбы Геракла и немейского льва. Иконография этой мозаики напоминает мозаичные сцены охоты на мозаиках в доме Диониса. На представленной сцене герой, бросивший свою дубинку, готовится задушить льва. Над фигурой Геракла изображена амазонка со свои конём. Третья мозаика дома плохо сохранилась, так как находилась близко к поверхности земли. Она составлена из светло-зелёных кубиков с геометрическим узором в виде восьмигранников, разделённых квадратами.

## Замок Саранта-Колонес

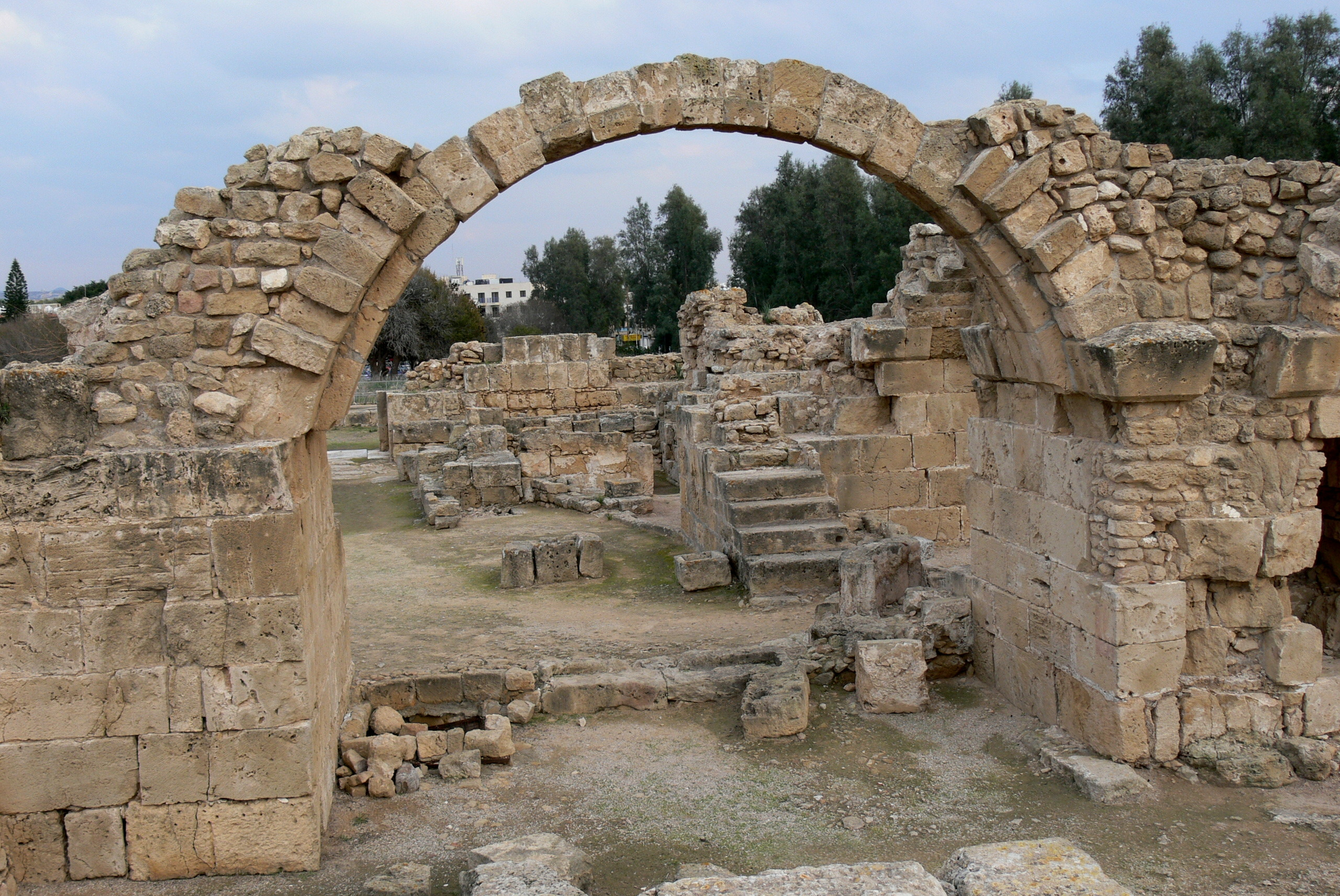
Руины замка Саранта-Колонес

Саранта-Колонес — византийская крепость, основанная в VII веке для защиты города и гавани Пафоса от арабских набегов и существенно перестроенная крестоносцами в 1200 году. Название замка связано со множеством гранитных колонн, преобладавших в его внешнем облике. Крепость, вероятнее всего, была возведена византийцами в первой половине VII века в целях защиты города и гавани от надвигавшейся арабской угрозы. Крепость была взята и разрушена арабами в период их второго нашествия на Кипр в 653—654 годах. Спустя несколько лет замок был отстроен заново, однако в 688 году, в соответствии с арабо-византийским соглашением о создании «Кипрского кондоминиума» (совместного управления островом), крепость была демонтирована. В 965 году крепость была вновь отстроена. После разрушения в результате землетрясения 1222 года замок больше не восстанавливался, в настоящее время его развалины входят в состав археологического парка Пафоса.
По своему типу это сооружение в своём окончательном виде относилось к двойным крепостям. Внешний замок состоял из крепостных стен в три метра толщиной с четырьмя массивными круглыми башнями по углам. Главные крепостные ворота располагались с восточной стороны и имели форму подковы. Во внутреннем замке располагались многочисленные военные и хозяйственные строения, в том числе казармы, пекарня, кузница, мельница для сахарного тростника, баня, конюшни, мраморные бассейны и многое другое. На верхнем этаже крепости имелась часовня.

## Другие объекты

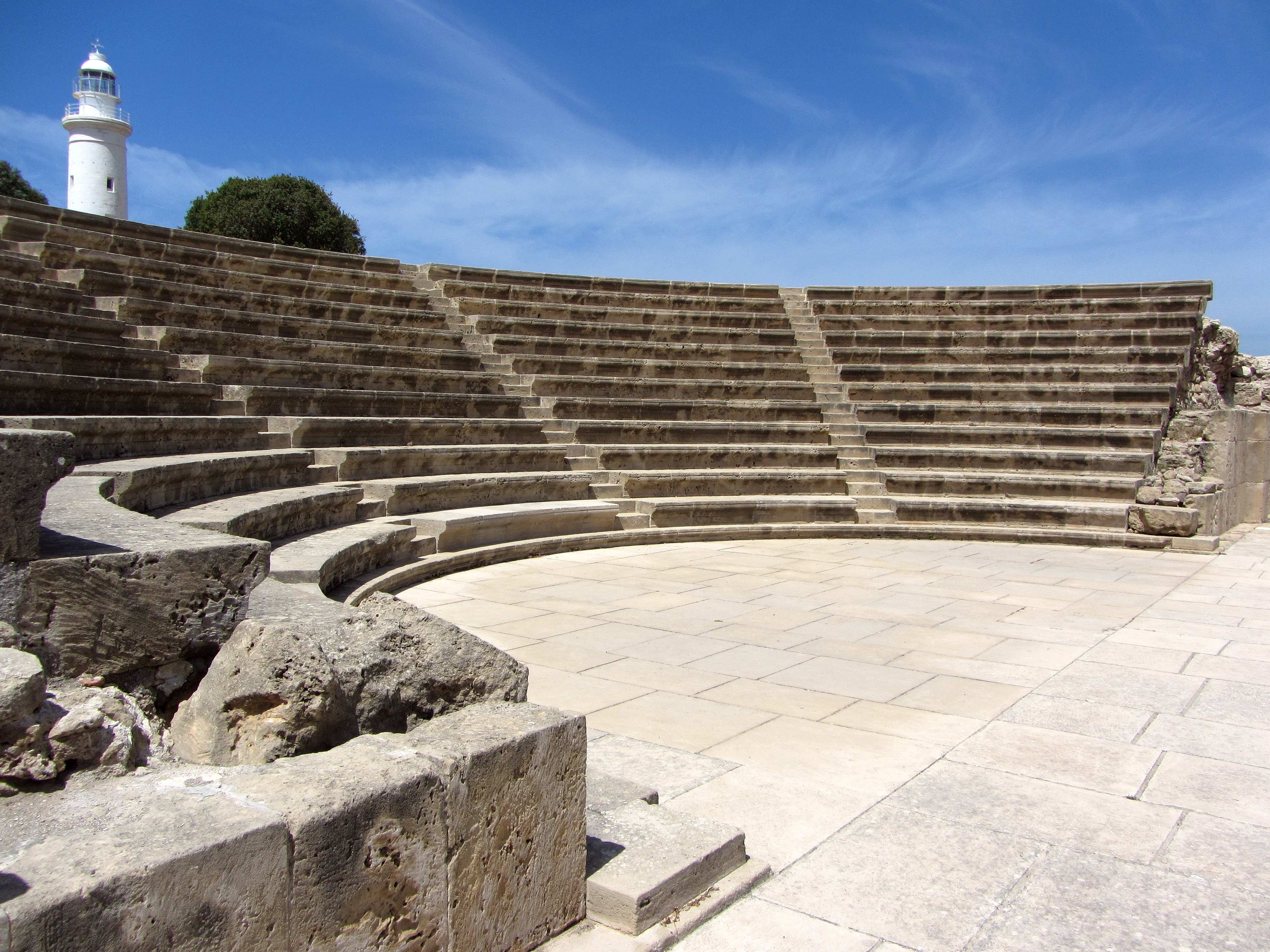
Одеон и маяк

На территории археологического парка, в северной его части, находится также несколько объектов, относящихся к первой половине II века н. э.: агора (акрополь), храм Асклепия (Асклепион) и театр (одеон). Все они были почти полностью разрушены во время землетрясений IV века н. э. Прямоугольная в плане агора являлась главной площадью Неа-Пафоса. Рядом с площадью находятся несколько рядов амфитеатра — остатки античного одеона. Первоначально в амфитеатре было 25 рядов, отреставрировано 11 из них. В летний период, во время представлений греческих трагедий, оперных и балетных спектаклей, одеон используется как трибуны, способные вместить 1200 зрителей. Южнее одеона расположены руины храма Асклепия; сохранились лишь колонны и небольшие фрагменты стен. На скале к западу от одеона находится маяк. В северо-западной части археологического парка можно увидеть остатки эллинистических городских стен, насыпи того же времени и рва с каменным мостом. В южной части парка, близ входа, находятся руины базилики Панагия Лимениотисса. Этот трёхнефный храм, построенный в V веке, в 653 году был разграблен арабами и использовался ими как конюшня. В конце VII века, после ухода арабов, базилика была восстановлена; храм был окончательно разрушен во время землетрясений 1159 и 1222 годов. До наших дней дошли фрагменты фундамента, колонны и мозаичные полы с геометрическим орнаментом.